# 尹應元
尹應元（1551年—1625年），字乾泰，號春寰，湖廣漢陽府漢川縣人，祖籍江西廬陵縣。明朝政治人物。

## 生平
隆庆四年（1570年）庚午科湖廣鄉試第十六名。萬曆二年（1574年）甲戌科第三甲進士。任清豐縣知縣。擢刑部雲南司主事，升員外郎。出鳳陽府知府，丁母憂去官。守喪期滿，改直隸大名府知府，歷真定府知府，升山东按察司副使。萬曆二十三年（1595年）正月升陕西右参政兼佥事，管宁夏粮储，二十五年八月以边功升本省按察使，二十六年累官都察院右僉都御史，巡撫山東。时日本入侵朝鲜，明朝大发兵救之。应元转饷调师，未尝乏絶，叙録赐金币。矿璫陈増骄横，诬陷益都令吴宗尧，应元具奏弹劾陈増，宗尧得免。
萬曆三十年（1602年）十一月起复浙江巡抚，三十三年三月以考察拾遺，候代，次年由甘士价接任。

## 家族
曾祖父尹仲模；祖父尹邦淅，曾任壽官；父尹齊，恩例冠帶。母李氏；繼母彭氏。严侍下。
同宗尹良任。